# هیدئو اونچی
هیدئو اونچی (به ژاپنی: 恩地日出夫، Hideo Onchi) (زادهٔ ۲۳ ژانویهٔ ۱۹۳۳ – درگذشتهٔ ۲۰ ژانویهٔ ۲۰۲۲) کارگردان اهل ژاپن بود. وی در توکیو متولد شد و از دانشگاه کیئو فارغ‌التحصیل گردید و به استودیو توهو رفت و آن‌جا مشغول کار شد.